# Green Is Blues
Green Is Blues è il secondo album discografico del cantante soul statunitense Al Green, pubblicato nel 1969.

## Tracce
1. One Woman (Charles Chalmers, Sandra Rhodes) - 3:05
2. Talk to Me (Joe Seneca) - 2:06
3. My Girl (Smokey Robinson, Ronald White) - 2:55
4. The Letter (Wayne Carson Thompson) - 2:28
5. I Stand Accused (Jerry Butler, Curtis Mayfield, Billy Butler) - 3:18
6. Gotta Find a New World (Richard Smith, Doc Oliver) - 2:25
7. What Am I Gonna Do With Myself? (Willie Mitchell, Marshall "Rock" Jones) - 2:27
8. Tomorrow's Dream (Al Green, Willie Mitchell) - 2:19
9. Get Back Baby (Al Green) - 2:16
10. Get Back (John Lennon, Paul McCartney) - 2:22
11. Summertime (George Gershwin, Ira Gershwin, DuBose Heyward) - 3:08